# حفره صماخی

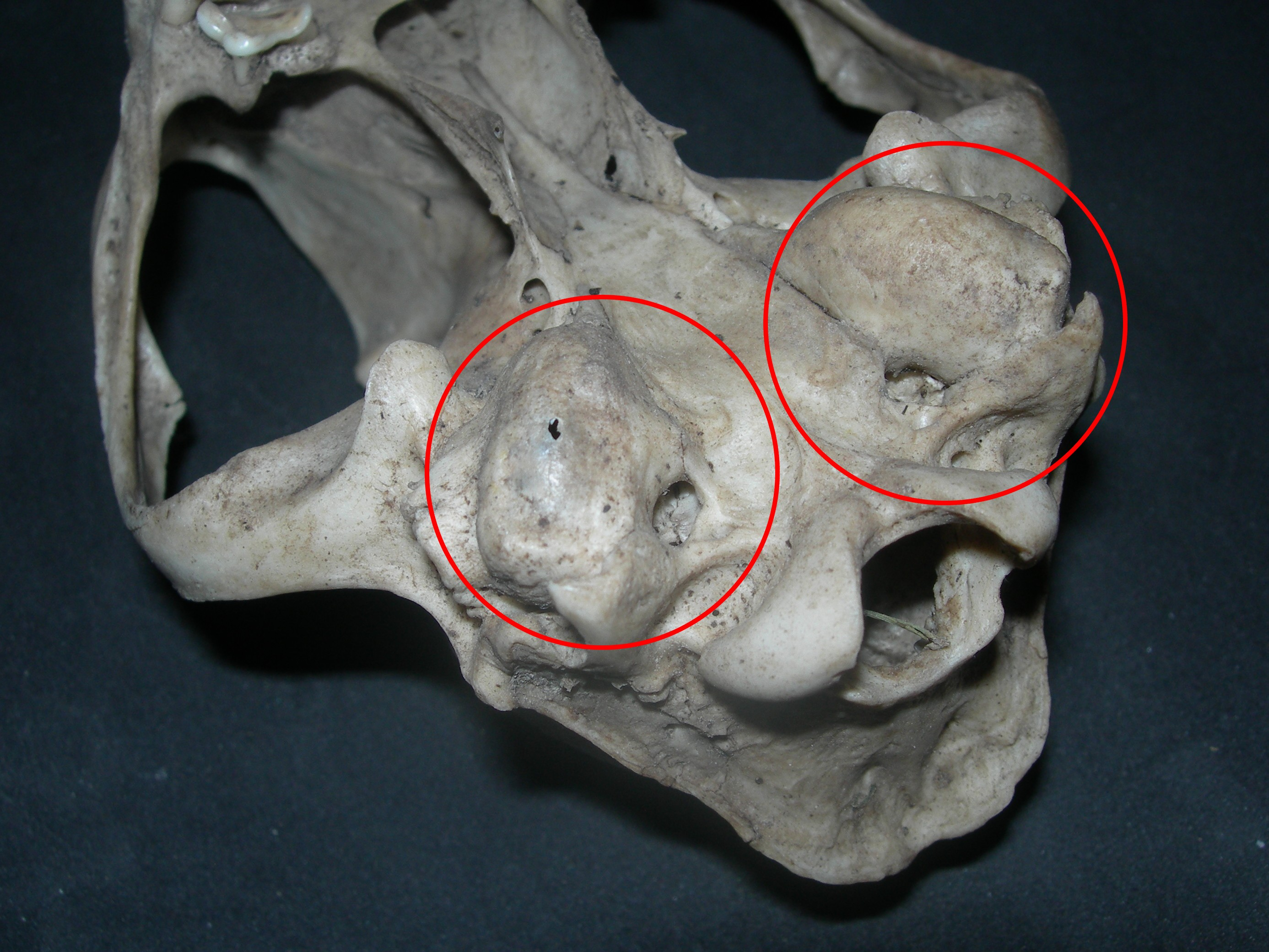
حفره صماخی مشخص شده در جمجمه یک روباه سرخ

حفره صماخی الگو:اینگلیسی ساختاری استخوانی و توخالی در بخش قدامی و بیرونی جمجمه در پستانداران جفت‌دار که بخش‌های گوش میانی و درونی را در بر می‌گیرد. در بیشتر جانوران، این حفره توسط بخش صماخی استخوان گیجگاهی تشکیل می‌شود.
به جز در نخستی‌سانان، حفره صماخی در تارسیه‌ها، لمورها، و چشم‌گردها نیز وجود دارد.